# 哈默河
53°10′22″N 8°44′40″E / 53.17278°N 8.74444°E

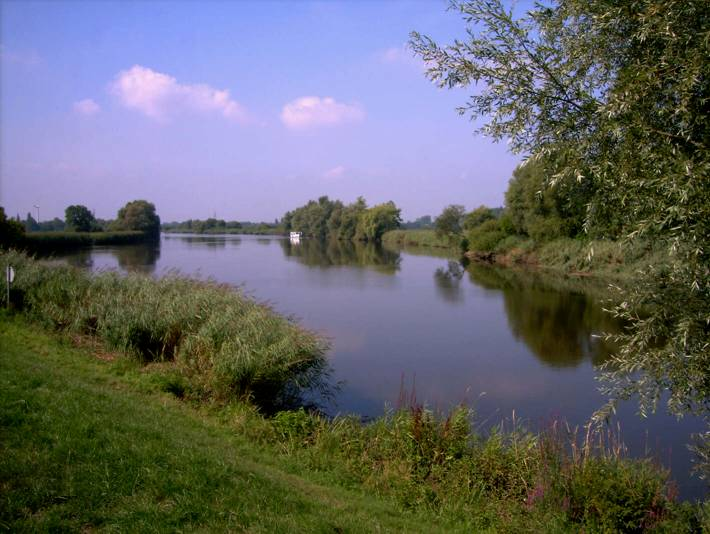
哈默河

哈默河（德語：Hamme），是德國的河流，位於該國西北部，由下薩克森州負責管轄，屬於萊蘇姆河的右支流，河道全長48.5公里，流域面積549平方公里。